# A farm, ahol élünk
A farm, ahol élünk (eredeti cím: Little House on the Prairie) egy amerikai családi-western-dráma sorozat, amelyet az Ed Friendly Productions és az NBC Productions készített 1974 és 1983 között. Magyarországon először a televíziónézők viszonylag későn, 1998 elején az RTL Klub délutáni műsorsávjában láthatták. 2 évvel később az előbb említett tévécsatorna még egyszer ismételte.
A sorozat egy farmon élő család és a Minnesota állambeli Walnut Grove település lakóinak életét mutatja be az 1870-es és az 1880-as években. Laura Ingalls Wilder folytatásos regénye alapján készült a televíziós feldolgozás, bár sok mindenben eltértek az eredeti regénytől.
A belső felvételeket a Los Angeles-i Paramount stúdióban, a külső felvételeket Big Sky Ranch nevű filmfelvételek céljára épített farmon és Simi Valley völgyében forgatták, ahol felépítették Walnut Grove fiktív kisvárosát. További forgatási helyszín még az Old Tucson Studios és a kaliforniai Sonora városa voltak.

## Főszereplők és magyar hangjai
- Charles Philip Ingalls - Michael Landon - Háda János
- Caroline Quiner Holbrook Ingalls - Karen Grassle - Peremartoni Krisztina
- Laura Elizabeth Ingalls Wilder - Melissa Gilbert - Szőnyi Juli, Vadász Bea
- Mary Amelia Ingalls Kendall - Melissa Sue Anderson - Molnár Ilona, Simonyi Piroska
- Caroline Celestia "Carrie" Ingalls - Lindsay és Sidney Greenbush - Szabó Luca, Mánya Zsófia
- Nelson "Nels" Oleson - Richard Bull - Szokolay Ottó
- Harriet Oleson - Katherine MacGregor - Győry Franciska
- Nellie Oleson Dalton - Alison Arngrim - Garai Dóra, Dögei Éva
- Nancy Oleson - Allison Balson - Bogdányi Titanilla
- Willie Oleson - Jonathan Gilbert - Stukovszky Tamás, Szvetlov Balázs, Hamvas Dániel
- Dr. Hiram Baker - Kevin Hagen - Izsóf Vilmos
- Albert Quinn Ingalls - Matthew Laborteaux - Polgár Péter, Glósz Viktor
- Almanzo James Wilder - Dean Butler - Minárovits Péter
- Adam Kendall - Linwood Boomer - Seszták Szabolcs
- Sarah Carter - Pamela Roylance - Németh Borbála
- Andrew Garvey - Patrick Laborteaux - Előd Botond
- Eva Beadle Simms - Charlotte Stewart - Bíró Anikó
- Robert Alden atya - Dabbs Greer - Kardos Gábor
- Grace Snider Edwards - Bonnie Bartlett - Kubik Anna
- John Sanderson jr. Edwards - Radames Pera - Markovics Tamás
- Alice Garvey - Hersha Parady - Kiss Erika
- Jenny Wilder - Shannen Doherty - Csuha Bori
- John Carter - Stan Ivar - Viczián Ottó
- Jonathan Garvey - Merlin Olsen - Németh Gábor
- Isaiah Edwards - Victor French - Melis Gábor[1]

## Fordítás
Ez a szócikk részben vagy egészben  a   Little House on the Prairie (TV series) című angol Wikipédia-szócikk fordításán alapul.  Az eredeti cikk szerkesztőit annak laptörténete sorolja fel. Ez a jelzés csupán a megfogalmazás eredetét és a szerzői jogokat jelzi, nem szolgál a cikkben szereplő információk forrásmegjelöléseként.

## Könyv
- A farm, ahol élünk magyarul